# Viquipèdia Zero

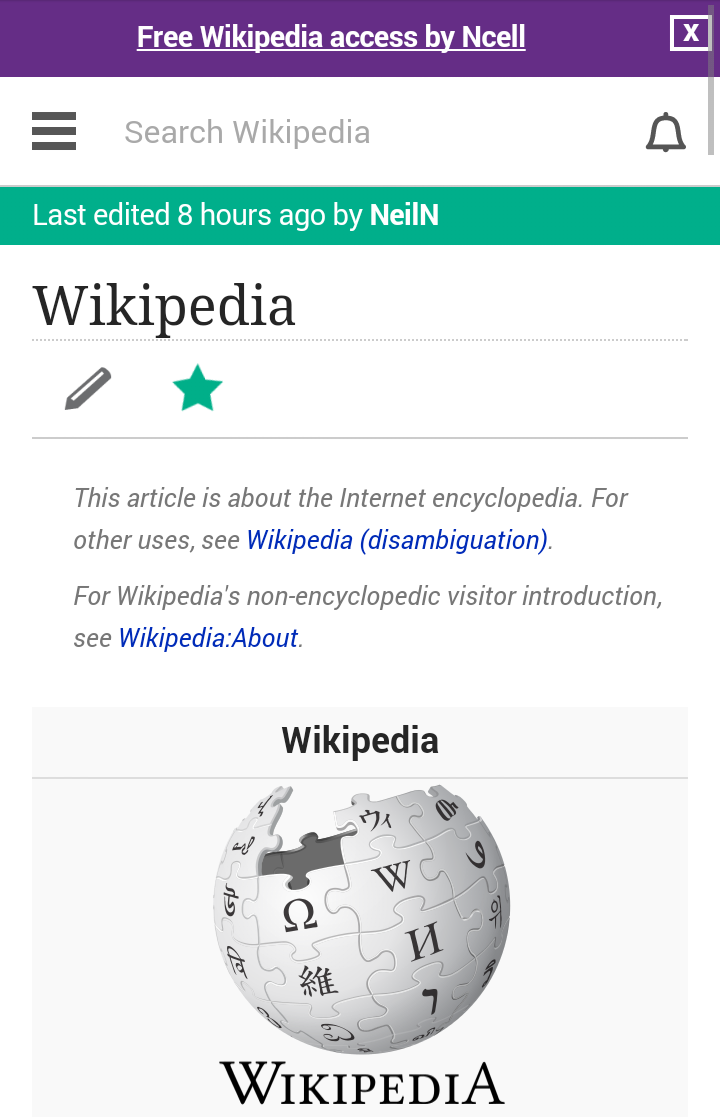
Navegant per la Viquipèdia a través de Ncell al Nepal.

Viquipèdia Zero és un projecte de la Fundació Wikimedia per permetre l'accés a la Viquipèdia de franc als telèfons mòbils, particularment en mercats emergents. El programa va ser llançat el 2012 i va guanyar un Interactive Award al SXSW 2013 dins la categoria d'activisme. L'objectiu del programa és augmentar l'accés al coneixement lliure, en particular sense despeses per l'ús de dades.
El projecte Facebook Zero ha estat referenciat com a inspirador per la Viquipèdia Zero.

## Història
Llista parcial de llançaments:
- Maig de 2012: Malàisia[6]

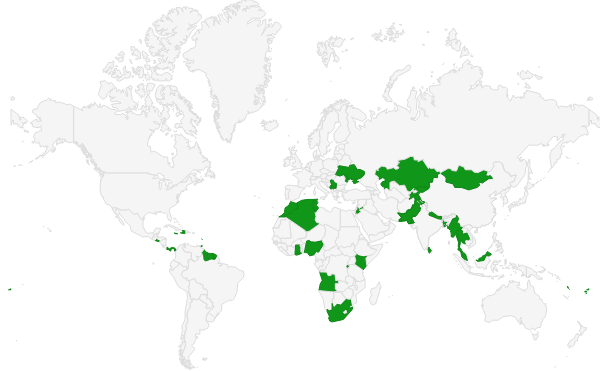
Mapa dels països participants al març de 2016

- 26 de juliol de 2012: Kenya amb Orange S.A.
- Octubre de 2012: Tailàndia amb dtac i Aràbia Saudita amb Saudi Telecom Company
- Maig de 2013: Pakistan amb Mobilink[7]
- Juny de 2013: Sri Lanka amb Diàleg Axiata[8]
- Octubre de 2013: Jordan amb Umniah i Bangladesh, amb Banglalink[9][10]
- Abril de 2014: Kosovo a la xarxa d'IPKO[11]
- Maig de 2014: Nepal amb Ncell[12]
- Octubre de 2014: Ucraïna amb Kyivstar[13]
- Novembre de 2014: Marroc amb inwi i Maroc Telecom
- Desembre de 2014: Ghana amb MTN Ghana[14][15]
- Setembre de 2014: Myanmar amb Telenor[16]